# Нарек (памятник, Ереван)
«Нарек» — памятник в Ереване, квартале Нарекаци, района Аван, был установлен в 2010 г.

## История
На открытии памятника присутствовали президент РА Серж Саргсян, министр образования и науки РА Армен Ашотян, мэр Еревана Гагик Бегларян. Торжественное открытие совершил скульптор Тарон Маргарян. Памятник освятил преподобный Арутюн Авагян, заботливый пастор Св. Аствацацин в Аване.

## Описание
Автор — скульптор Гамлет Матинян. Памятник выполнен из красного иджеванского базальта. Представляет собой книгу Григора Нарекаци «Нарек», на которой скульптор разместил отрывки из произведения. Памятник создан при поддержке мэрии Еревана, первого заместителя мэра Тарона Маргаряна, депутата НС РА Рубена Айрапетяна.

Я предложил изваять «Нарек», так как важен не человек, а то, что он сделал. Лучше прославить дело человека, чем ваять этого человека. «Нарек» считается священной книгой не только для христианского народа, но и имеет большую художественную ценность. Нарекаци – гениальный писатель. Если у посетителей останется хотя бы одна строка из фрагментов произведения, я пойму, что я что-то сделал.— Гамлет Матинян
|  | «Нарек» всегда был со мной, потому что даже когда я работал под дождем, я чувствовал себя очень здоровым, а сейчас, когда закончил, немного ослабел. - Гамлет Матинян |

## Галерея

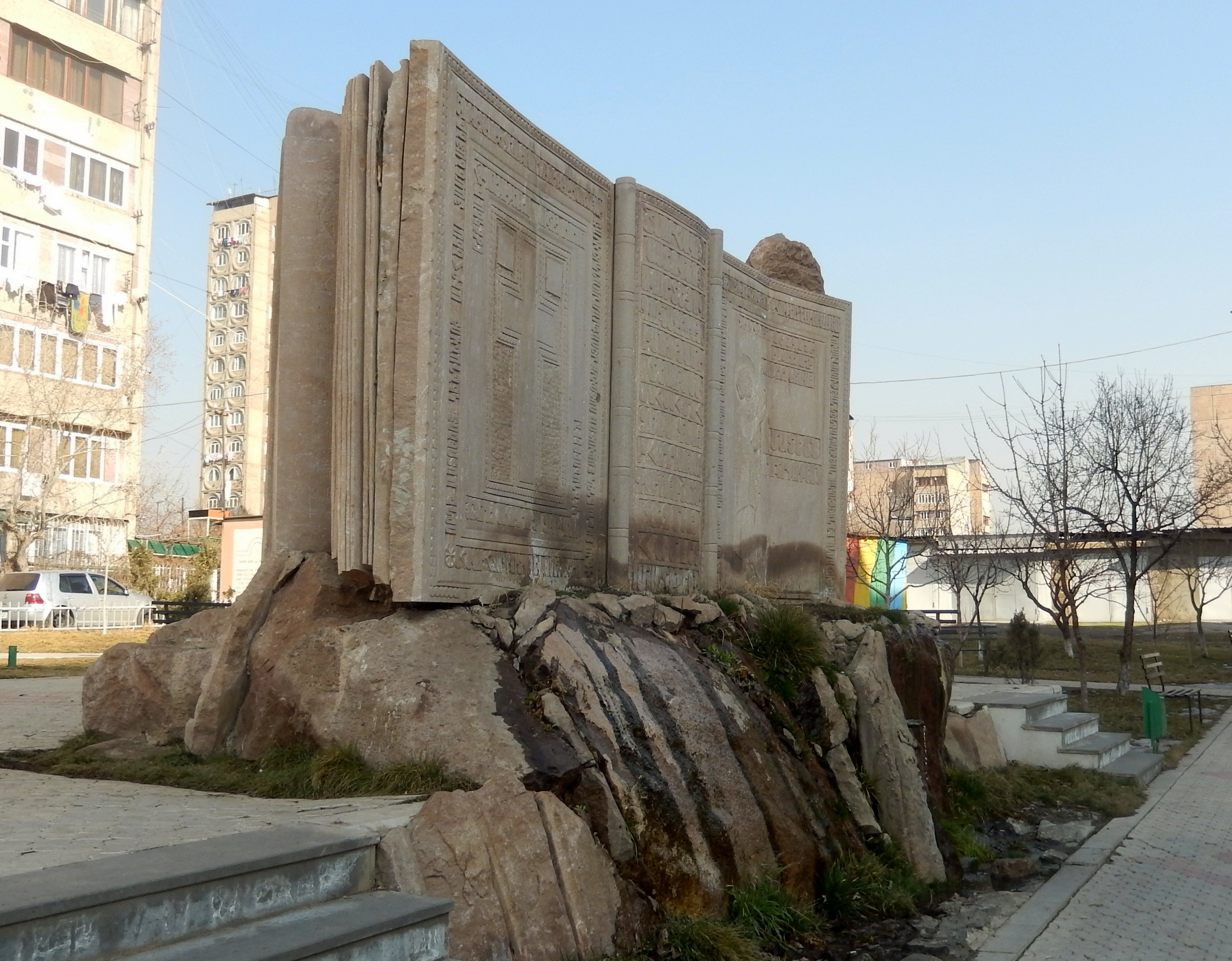
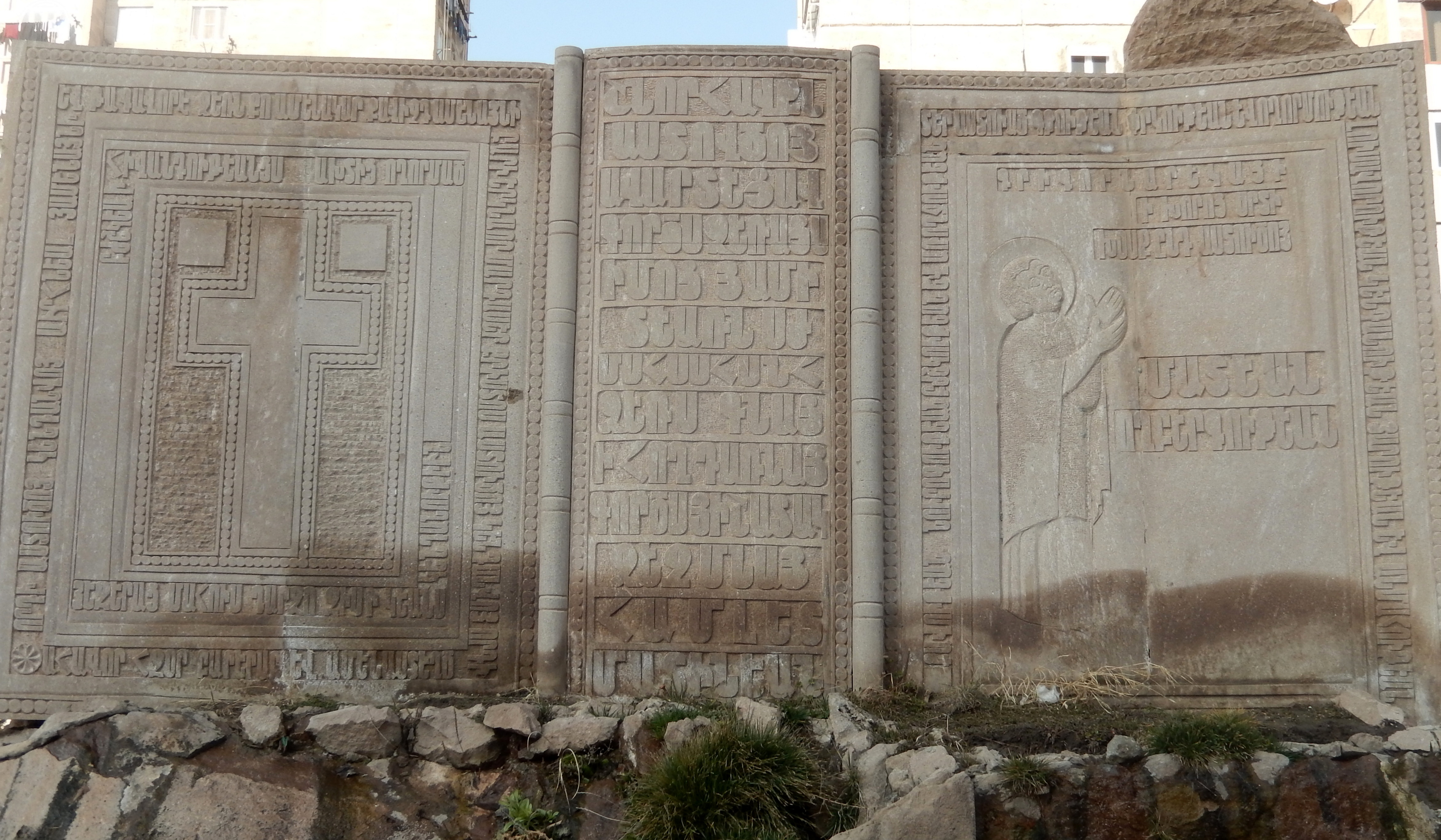
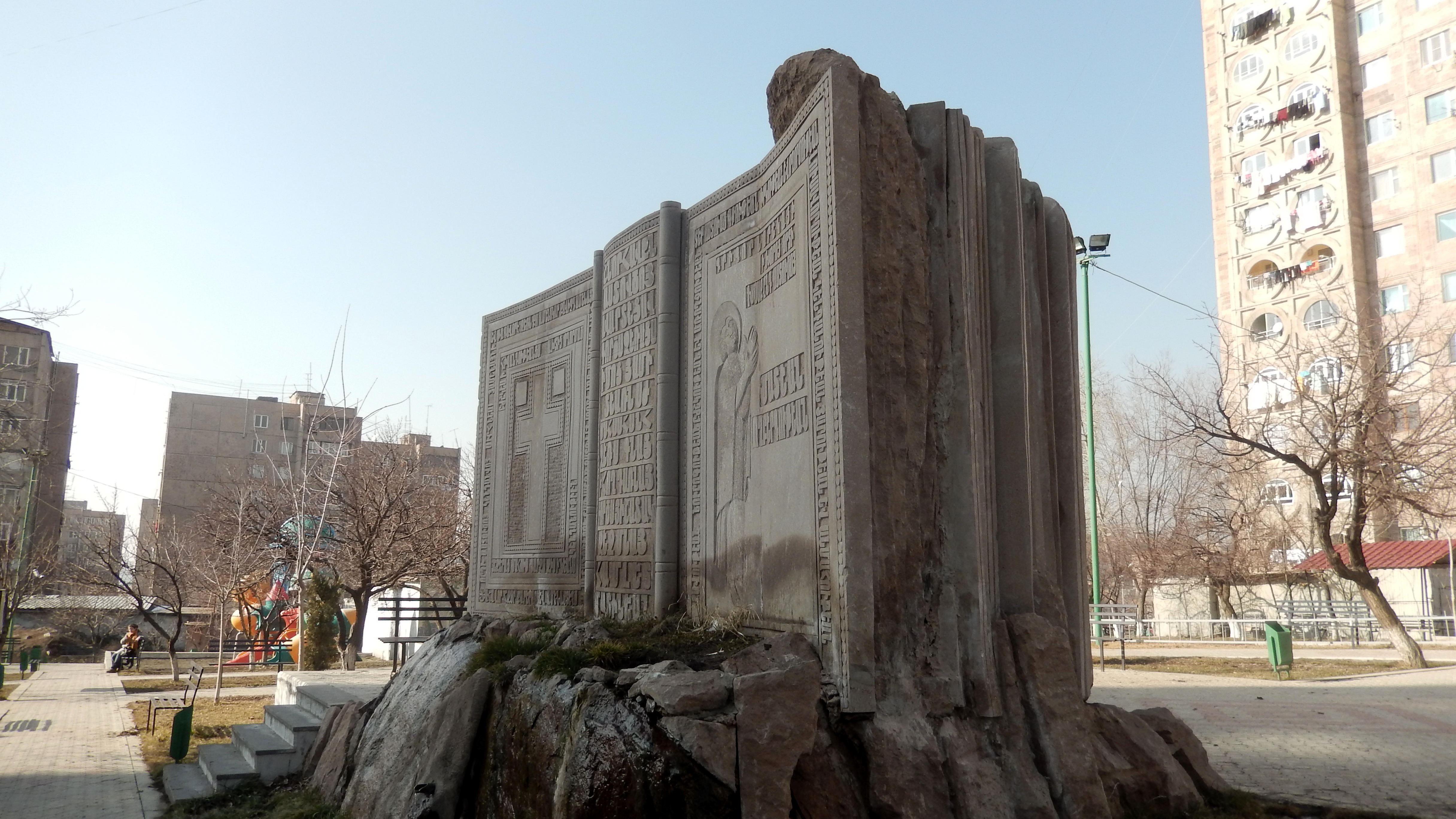
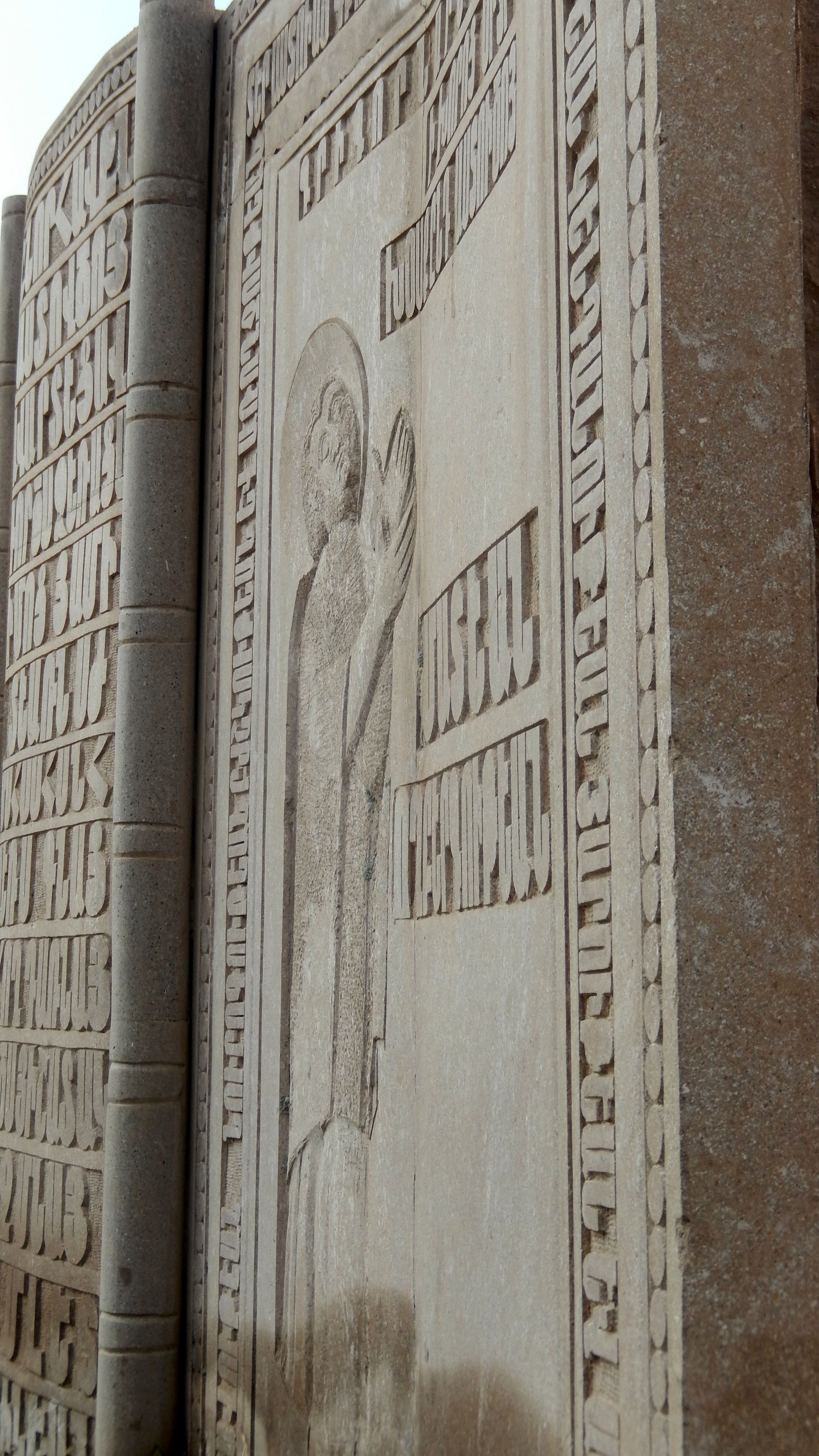
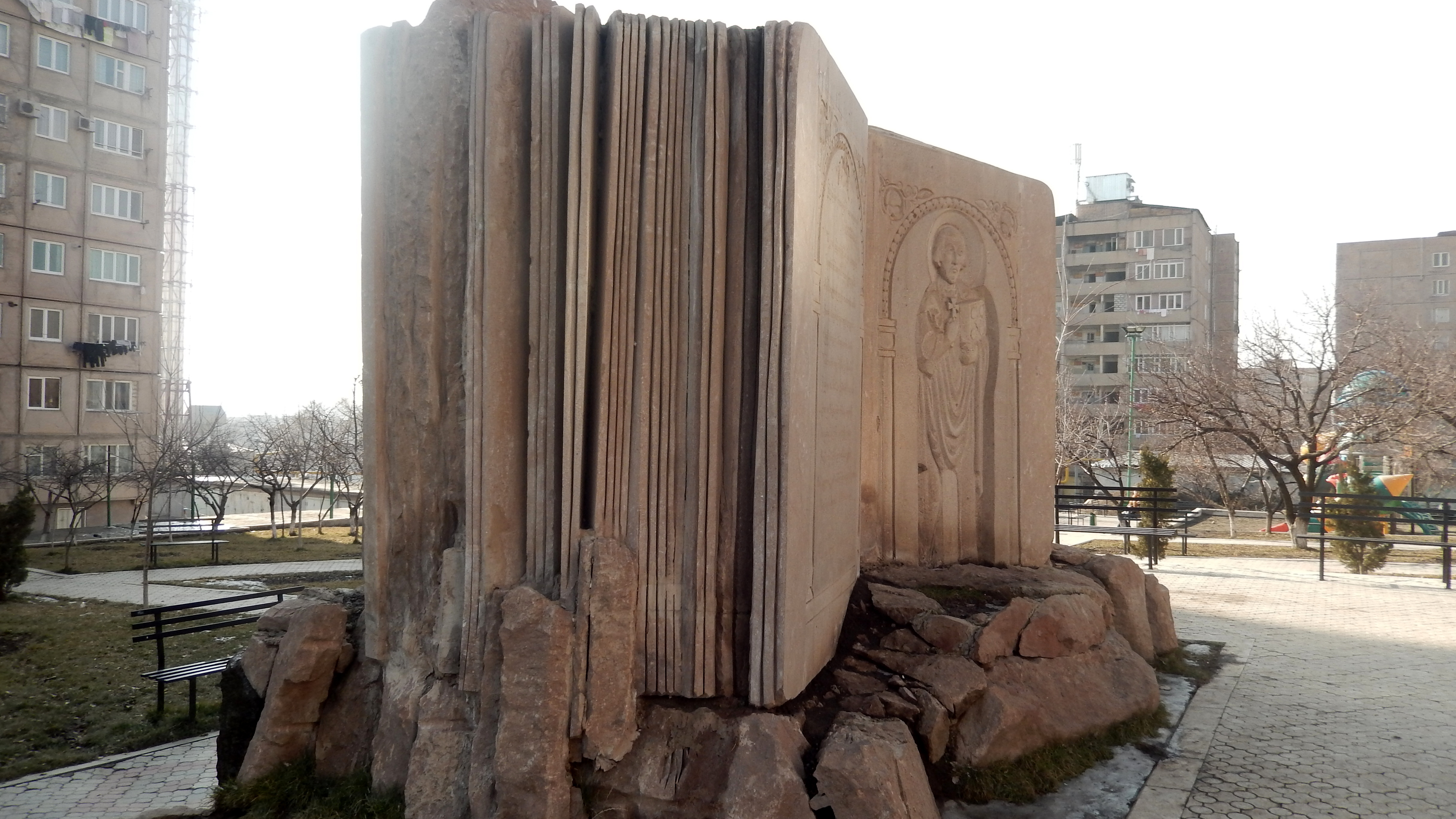